# Bảo tàng Khởi nghĩa Đại Ba Lan 1918–1919
Bảo tàng Khởi nghĩa Đại Ba Lan 1918-1919 (tiếng Ba Lan: Muzeum Powstania Wielkopolskiego 1918–1919) là một bảo tàng tọa lạc tại số 3 Quảng trường chợ cũ, Poznań, Ba Lan. Bảo tàng là một chi nhánh của Bảo tàng Độc lập Wielkopolska.
Phương châm hoạt động của Bảo tàng Khởi nghĩa Đại Ba Lan 1918-1919 là thu thập các hiện vật và kỷ vật có liên quan đến sự bùng nổ và diễn biến của Cuộc nổi dậy Đại Ba Lan năm 1918-1919. Ngoài ra, Bảo tàng còn giới thiệu lịch sử của phong trào độc lập ở Đại Ba Lan từ nửa đầu thế kỷ 19 đến khi kết thúc giai đoạn giữa hai cuộc chiến tranh.

## Lịch sử
Bảo tàng Khởi nghĩa Đại Ba Lan 1918-1919 chính thức mở cửa đón công chúng vào ngày 18 tháng 12 năm 2001. Bảo tàng được thành lập để thay cho Bảo tàng Lịch sử Phong trào Công nhân (bắt đầu hoạt động từ năm 1961).
Bảo tàng Khởi nghĩa Đại Ba Lan 1918-1919 đã được đưa vào danh sách các bảo tàng được lưu giữ bởi Bộ trưởng Bộ Văn hóa và Bảo vệ di sản quốc gia, theo số A.5b của Đạo luật ngày 21 tháng 11 năm 1996 về bảo tàng.

## Triển lãm
Bộ sưu tập của Bảo tàng Khởi nghĩa Đại Ba Lan 1918-1919 hiện đang bao gồm các tác phẩm nghệ thuật (nhiếp ảnh, hội họa, điêu khắc), tài liệu, quân phục, vật phẩm quân sự, và các thứ khác. Triển lãm của Bảo tàng được bổ sung nhiều phương tiện đa phương tiện.